# The Wishing Tree
The Wishing Tree is een Engelse folkrockband die werd opgericht in 1995 door Steve Rothery, de gitarist van Marillion, en zangeres Hannah Stobart. Het eerste album Carnival of Souls werd uitgebracht in 1996. In 2009 verscheen het tweede album, getiteld Ostara.